# Sammy Moore
Samuel Stewart Moore, detto Sammy (Belfast, 15 settembre 1900 – Belfast, 1º marzo 1989), è stato un pallanuotista irlandese.
Ha fatto parte dell'Irlanda, che ha partecipato, nel torneo di pallanuoto, ai Giochi di Amsterdam 1928.